# Powiat Poltár
Powiat Poltár (słow. okres Poltár) – słowacka jednostka podziału administracyjnego znajdująca się w kraju bańskobystrzyckim. Powiat Poltár zamieszkiwany jest przez  23 594 obywateli (1 stycznia 2003) i zajmuje obszar 505 km². Średnia gęstość zaludnienia wynosi 46,72 osób na km².

## Stosunki etniczne
- Słowacy - 96,1%
- Romowie - 1,5%
- Węgrzy - 1,2%

### Stosunki wyznaniowe
- katolicy - 57,5%
- luteranie - 21,8%